# Шиленгский бор
Шиленгский бор — ландшафтный заказник регионального значения, расположенный вдоль правого берега реки Сухона на территории Великоустюгского района Вологодской области. Природная ценность памятника заключается в сосновом бору, живописности пейзажей и возможности регламентированной рекреационной нагрузки.

## История создания
Заказник «Шиленгский бор» общей площадью 924 га был выделен в соответствии с решением Вологодского областного совета народных депутатов от 16.08.1978 № 498 «О мерах по усилению охраны ценных природных объектов».
На основании постановления правительства Вологодской области от 9.2.2009 № 232 было утверждено положение об особо охраняемых природных территориях областного значения Великоустюгского муниципального района Вологодской области, куда и вошёл данный памятник природы.

## Расположение и геология
Заказник назван по одноимённой реке Шиленге и находится на правом берегу реки Сухоны, в нижнем её течении. Его протяжённость 4,5 км. Памятник находится в 12 км юго-западнее города Великий Устюг и в 1 км от деревни Горка.
В границы заказника не входят автомобильные дороги Нюксеница — Великий Устюг и Кичменгский Городок — Великий Устюг, которые пересекают государственный природный заказник.
Заказник представляет собой длинный комплекс в Нижне-Сухонском ландшафтном районе. Здесь на пологосклоновой волнистой равнине, пересекаемой равнинами рек Шиленга и Валга, и разместился этот бор. В сторону реки Сухоны обрывается нижняя терраса. В этом уступе обнаруживаются пермские породы — переслаивающиеся глины, алевролиты, мергели, известняки. На поверхности можно наблюдать светло-жёлтые озёрно-аллювиальные пески. Сама территория памятника природы покрыта разными песчаными почвами.
Заказник выполняет функции поддержания экологического баланса, водозащитную и водоохранную, функцию лесного генетического резервата, рекреационную и хранителя местообитания редких для области видов флоры.

## Флора
Преобладают хвойные леса: сосняки, ельники. 3,2 % площади занимают мелколиственные леса (березняки, сероольшаники). Среди кустарников выделяется рябина, среди травяно-кустарничковых — брусника, черника, ожика, майник, седмичник, плаун сплюснутый. Встречаются редкие в области растения: зимолюбка зонтичная, лиственница сибирская.
Шиленгский бор наполнен непередаваемой атмосферой нетронутого леса с чистым целебным воздухом. Посетители памятника, жители районного центра используют его территорию для сбора грибов и ягод.

## Охрана
Задачей выделения заказника является сохранение биологических сообществ местных сосняков, охрана растений, занесённых к Красные книги России и Вологодской области, а также создание условий для организованного туризма и рекреации.
Охрану заказника осуществляет департамент природных ресурсов и охраны окружающей среды Вологодской области.

## Документы
Постановление Правительства Вологодской области от 09.02.2009 г. № 232 г. Вологда. «Об утверждении положений об особо охраняемых природных территориях областного значения Великоустюгского муниципального района Вологодской области".